# EGS '20
EGS '20 is een Nederlandse amateurvoetbalvereniging uit de kernen Grave, Escharen en Velp (Noord-Brabant) in de Noord-Brabantse gemeente Land van Cuijk. De vereniging is ontstaan op 30 juni 2020 als fusie uit de voetbalverenigingen SV Estria, GVV‘57 en SCV‘58. Het eerste elftal komt uit in de Derde klasse zondag (2023/24).

## Historie
Op 18 juni 2012 vindt er een eerste oriënterend overleg plaats tussen de jeugdbesturen van 
SV Estria, GVV’57 en SCV’58. Dit overleg blijkt de opmaat voor een vergaande samenwerking tussen deze verenigingen in de jaren 2012 – 2020. Een eerste gezamenlijk jeugd activiteit in december 2012, een jeugd zaalvoetbaltoernooi in de kerstperiode, wordt al snel gevolgd door de oprichting van een gezamenlijke keepersschool in juni 2013. In het nieuwe seizoen 2013/14 wordt al besloten om de meisjesafdeling Estria, GVV’57 en SCV’58 in augustus 2013. De gezamenlijk wedstrijden worden op de sportparken De Kranenhof en de Bikkelkamp gespeeld. De meisjes geven het goede voorbeeld want in december 2015 spreken de besturen zich positief uit voor het vormen van een Samenwerkende Jeugd Opleiding (SJO) tussen deze 3 verenigingen. Dit betekent één gezamenlijke jeugdafdeling. 
De succesvolle ervaringen in de samenwerking met de jeugdafdelingen een jaar later en de overtuiging dat de samenwerkingsgedachte het beste vorm kan worden gegeven als alle activiteiten op één centrale locatie plaats vinden is voor de besturen van Estria, GVV’57 en SCV’58 de start om te gaan werken aan één gezamenlijke sportaccommodatie. Daarna gaat het snel: 
- Januari 2017:			Start plan van aanpak: sportparkontwikkeling
- 17 april 2017:De drie besturen van Estria, GVV’57 en SCV’58 tekenen een intentieverklaring om te werken richting een fusie.
- 18 maart 2018:	De voorzitters van Estria, GVV’57 en SCV’58 en de Hockeyclub Grave tekenen een verklaring waarin zij de intentie uitspreken om gezamenlijk op te trekken bij de totstandkoming van een nieuwe sportaccommodatie.
- 18 april 2018			Presentatie plannen sportpark aan leden
- Augustus 2018:		De totale jeugd van Estria, GVV’57 en SCV’58 speelt samen onder de naam ST-teams Estria, GVV’57 en SCV’58, kortweg ST EGS.
- Augustus 2019:	Er speelt één ST seniorenteam als ST EGS 6 en de Veteranen gaan samen verder.
- 19 september 2019:		De gemeenteraad van Grave geeft goedkeuring aan de realisatie van het nieuwe sportcomplex.
- 20 februari 2020:		De leden kiezen voor de naam EGS’20
- 20 april 2020:			De leden kiezen voor het nieuwe, zwarte, tenue
- 20 mei 2020:			De leden van Estria, GVV’57 en SCV’58 stemmen voor een fusie.
- 1 juli 2020:	De nieuwe vereniging heet EGS’20, de clubkleur wordt zwart.
- 21 juli 2020:	Er wordt gestart met de realisatie van één gezamenlijk sportcomplex op de huidige locatie van De Kranenhof (oude sportparken van Estria én SCV’58)
- Juli 2021:			Nieuwe sportcomplex is gereed
- 11 september 2021:	Openingsweekend met een wedstrijd van het eerste elftal van EGS’20 tegen de gasten uit Langeboom SES
- 11 mei 2022:	De sportaccommodatie 'De Kranenhof', thuisbasis van EGS’20 en HCG als hoofdgebruikers, haalt de 2e prijs in de verkiezing ‘Sportaccommodatie van het jaar 2022’
- 2 september 2022:	EGS’20 en KNVB tekenen overeenkomst als speellocatie voor KNVB-jeugdteams of Nederlandse Eliterondes
- 21 september 2022:	Eerste interland: Nederland JO17 – Ierland JO17

## Sportieve hoogtepunten
- Mei 2015: ME1 wint als SJO team de bekerfinale
- 21 mei 2022: JO13 is het eerste jeugdteam van EGS’20 dat het kampioenschap behaald in zijn jonge historie
- 22 mei 2022: EGS’20 7 is de eerste seniorenkampioen van EGS’20
- Mei 2023: EGS’20 1 wordt de laatste periodekampioen in de klasse 3D Zuid II seizoen 2022-2023 onder de leiding van trainer Remco ten Hoopen
- 19 november 2023: EGS’20 1 herhaalt het kunstje van het seizoen daarvoor door de eerste periodekampioen te worden in de klasse 3D Zuid II seizoen 2023-2024 onder de leiding van trainer Michel Kuijpers.

## Competitieresultaten 2021–2024
| - 3D |

| 6 3D |

| 5 3D |

| 4 3D |

| 7 3D |

| Derde klasse |

In elke staaf van de grafiek staat van boven naar beneden vermeld: 
- Eindnotering

Dit is de positie die de club heeft bereikt in de competitie, zonder eventuele beslissings-, play-off- of nacompetitiewedstrijden die nodig zijn geweest om bijvoorbeeld de kampioen van de competitie te bepalen.
Indien een * achter het getal staat is de notering een tussenstand en kan het zijn dat de notering niet overeenkomt met de uiteindelijke eindstand van de competitie.
Staat er een - dan is het seizoen nog bezig en is er geen definitieve uitslag bekend.
Staat er xx op de positie van de notering, dan heeft de club vroegtijdig de competitie verlaten. Dit kan onder andere komen door terugtrekking van het team, faillissement van de club of door een uitgedeelde straf van de KNVB. In veel gevallen staat elders in het artikel de reden vermeld.
Staat er een ? dan is het resultaat uit het verleden onbekend, en is alleen de competitie of het niveau bekend van dat seizoen.
In de seizoenen 2019/20 en 2020/21 werd wegens de coronacrisis het amateurvoetbal afgebroken. Daardoor kennen deze staven geen eindklassering (middels -- weergegeven).
- Competitieniveau en afdelingsletter of Officiële eindstand Eredivisie
  - Competitieniveau en afdelingsletter

Hierbij geeft het getal het niveau weer, dat ook terug te vinden is in de legenda. De letter is de afdelingsaanduiding en wordt gebruikt wanneer er meer afdelingen zijn op hetzelfde niveau. De afdelingsletter is altijd een hoofdletter en wordt meestal zonder nummer gebruikt.
Voorbeeld: 2F is niveau 2e klasse competitie F.
Het competitieniveau en nummer wordt niet vermeld wanneer er slechts één competitie van dit niveau was.
  - Officiële eindstand Eredivisie (getal staat tussen haakjes vermeld)

Sinds de introductie van play-offwedstrijden voor Europees voetbal na afloop van de reguliere competitie in 2005/06, is de KNVB verplicht een eindstand van de Eredivisie door te geven aan de UEFA aan de hand van deze play-offwedstrijden.
Bij deze eindstand staan clubs die zich hebben gekwalificeerd voor Europees voetbal hoger dan clubs die zich niet wisten te kwalificeren. Indien er geen verschil was tussen de eindnotering en de officiële eindstand, staat dit getal niet vermeld.

- Onderafdeling

Hier staat afgekort de naam van de onderafdeling indien de club in dat jaar in een onderafdeling uitkwam. Tevens staat deze afkorting in de legenda en wordt gelinkt naar het artikel over deze onderafdeling. Deze afkorting wordt alleen vermeld wanneer de club in het verleden in verschillende onderafdelingen heeft gespeeld. Deze vermelding is in de staaf altijd in kleine letters. Deze onderafdelingen zijn na het seizoen 1995/96 afgeschaft. Heeft de club in slechts één onderafdeling gespeeld, dan is dit alleen terug te vinden in de legenda.
Onder de staaf staat het jaartal vermeld waarin het seizoen is afgesloten. 15 verwijst naar het seizoen 2014/15 of eventueel het seizoen 1914/15.
Wanneer een staaf leeg is, zijn deze gegevens niet bekend. Het kan ook zijn dat de club dat seizoen niet heeft meegespeeld op het hogere amateurniveau, vroegtijdig de competitie heeft verlaten of uit de competitie is gezet.

In het seizoen 1944/45 was er wegens de Tweede Wereldoorlog geen regulier competitievoetbal.
2020/21: Dit seizoen werd na 4 speelrondes stopgezet vanwege de uitbraak van het COVID-19-virus. Er werd voor dit seizoen geen eindstand vastgesteld.

## Bekende (oud-)spelers
- Ad Mellaard
- Cees Kornelis
- Theo Aarts
- Ivo Rossen